# Phytoptus maritimus
Phytoptus maritimus är en spindeldjursart som beskrevs av Roivainen 1950. Phytoptus maritimus ingår i släktet Phytoptus, och familjen Phytoptidae. Arten är reproducerande i Sverige.